# Wilhelm Lamormaini
Wilhelm Lamormaini (* 29. Dezember 1570 in Lamorménil bei Manhay (im heutigen Belgien); † 22. Februar 1648 in Wien) war ein Jesuitenpater. Er war Universitätslehrer in Graz. Als Beichtvater übte er erheblichen Einfluss auf Kaiser Ferdinand II. aus; zeitweise war er so einflussreich, dass er als eigentlicher Gestalter der Politik galt.

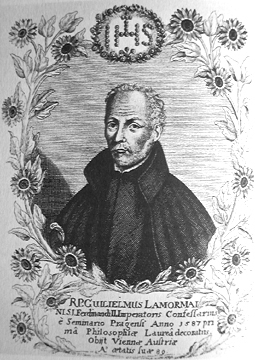
Wilhelm Lamormaini

## Leben
Lamormaini war Sohn eines Bauern; den ersten Unterricht erhielt er vom Dorfpfarrer. Er besuchte das Jesuitenkolleg in Trier. Auf Verwendung eines Verwandten nahm ihn der spanische Gesandte Don Guillen de San Clemente mit nach Prag, wo Lamormaini studierte. Sein Studium schloss er als Doktor der Philosophie ab. Im Jahr 1590 trat er als Novize in den Jesuitenorden in Brünn ein. Danach studierte er in Wien Theologie und wurde 1596 in Preßburg zum Priester geweiht. Danach war er mehrere Jahre Lehrer an Schulen in Ungarn. Danach lehrte er von 1598 bis 1604 Philosophie an der von Jesuiten geleiteten Universität in Graz; seit 1600 war er dort Professor. Nach der Ablegung der feierlichen Gelübde wechselte er 1606 zur Theologie und wurde 1613 Rektor der Universität. Danach ging er nach Rom und wechselte 1622/23 wiederum als Rektor an das Jesuitenkolleg in Wien. Seit 1624 war er Beichtvater von Ferdinand II., der ihn schon aus seiner Zeit in Graz gut kannte. Zwischen 1639 und 1643 war er erneut Rektor des Jesuitenkollegs in Wien. Ab 1643 war er Oberer der österreichischen Ordensprovinz. 
Von historischer Bedeutung ist Lamormaini wegen seines großen Einflusses auf den Kaiser. Er vertrat einen strikt gegenreformatorischen Kurs. Er erreichte die Neugründung oder Reaktivierung von Jesuitenkollegs. Auch sollen einige Universitäten, wie Wien oder Prag, dank seiner Beziehung zum Kaiser unter Leitung der Jesuiten gestellt worden sein. Als die kaiserliche Sache dank der Siege Wallensteins im Dreißigjährigen Krieg siegreich schien, bestärkte er den Kaiser darin, die Macht zur rücksichtslosen Wiederherstellung des Katholizismus zu nutzen. Eine Folge war das Restitutionsedikt von 1629. Bald zeigte sich, dass dieser kompromisslose Kurs ein Fehler war, weil sich selbst die katholischen Stände gegen den Kaiser wandten. Dennoch hielt Lamormaini an seiner Position fest. Er plädierte für ein Bündnis der katholischen Staaten gegen die Protestanten. Vergeblich versuchte er, Ferdinand vom Eingreifen in den Mantuanischen Erbfolgekrieg zwischen Spanien und Frankreich abzuhalten. Der katholische Bündnisgedanke spielte auch eine Rolle für seine Ratschläge an den Kaiser während des Regensburger Kurfürstentages. Er trat dafür ein, den bayerischen und französischen Wünschen nachzugeben. Dies dürfte auch dazu beigetragen haben, dass Ferdinand Wallenstein entließ und in Mantua einen Rückzieher machte. Lamormaini wandte sich vergeblich gegen die Verhandlungen mit Sachsen, die schließlich 1635 zum Prager Frieden führten. Zu dieser Zeit hatte sein Einfluss bereits deutlich nachgelassen. Nach dem Tod des Kaisers 1637 spielte er am Hof keine Rolle mehr. Lamormaini soll die Kardinalswürde abgelehnt haben.